# Andrea Pasqualon
Andrea Pasqualon (Bassano del Grappa, 2 januari 1988) is een Italiaans wielrenner die anno 2023 rijdt voor Bahrain-Victorious. 
Pasqualon liep in 2010 stage bij Lampre, maar kreeg geen contract. Vanaf 2011 kwam hij uit voor Colnago-CSF Inox. In 2014 maakte hij de overstap naar de Italiaanse continentale wielerploeg Area Zero. Na voor Team Roth en Intermarché-Wanty-Gobert actief te zijn geweest reed hij sinds 2023 voor Bahrain-Victorious.

## Belangrijkste overwinningen
2010
Trofeo Banca Popolare di Vicenza
Ronde van Casentino
2013
2e etappe Ronde van de Limousin
2014
Grote Prijs Südkärnten
7e etappe Ronde van Colombia
2015
1e etappe Boucles de la Mayenne
Puntenklassement Boucles de la Mayenne
2e etappe Ronde van Opper-Oostenrijk
2017
Coppa Sabatini
2018
Grote Prijs van Plumelec
2e en 3e etappe Ronde van Luxemburg
Eind- en puntenklassement Ronde van Luxemburg
2019
5e etappe Ronde van Poitou-Charentes in Nouvelle-Aquitaine
2022
Circuit de Wallonie

### Resultaten in voornaamste wedstrijden
| Jaar | Ronde van Italië | Ronde van Frankrijk | Ronde van Spanje |
| ---- | ---------------- | ------------------- | ---------------- |
| 2011 |                  |                     |                  |
| 2012 |                  |                     |                  |
| 2013 |                  |                     |                  |
| 2014 |                  |                     |                  |
| 2015 |                  |                     |                  |
| 2016 |                  |                     |                  |
| 2017 |                  | 137e                |                  |
| 2018 |                  | 95e                 |                  |
| 2019 |                  | 88e                 |                  |
| 2020 |                  |                     |                  |
| 2021 | 72e              |                     |                  |
| 2022 |                  | 51e                 |                  |
| 2023 | 65e              |                     |                  |
| 2024 | 81e              |                     |                  |
| 2025 | opgave           |                     |                  |

| Jaar | Milaan-San Remo | Gent-Wevelgem | Ronde van Vlaanderen | Parijs-Roubaix | Amstel Gold Race | Luik-Bast.‑Luik | Ronde van Lombardije | Eschborn-Frankfurt | Waalse Pijl | Brabantse Pijl |  | Wereldranglijsten |
| ---- | --------------- | ------------- | -------------------- | -------------- | ---------------- | --------------- | -------------------- | ------------------ | ----------- | -------------- |  | ----------------- |
| 2011 | opgave          |               |                      |                |                  |                 | opgave               |                    |             | opgave         |  |                   |
| 2012 |                 |               |                      |                |                  |                 | opgave               |                    |             |                |  |                   |
| 2013 | 111e            |               |                      |                |                  |                 |                      |                    |             |                |  |                   |
| 2014 |                 |               |                      |                |                  |                 |                      |                    |             |                |  |                   |
| 2015 |                 |               |                      |                |                  |                 |                      |                    |             |                |  | 146e (UWR)        |
| 2016 |                 |               |                      |                |                  |                 |                      |                    |             | 81e            |  | 235e (UWR)        |
| 2017 |                 | 74e           | 53e                  |                | 110e             | 121e            |                      |                    | 89e         |                |  | 142e (UWR)        |
| 2018 |                 | 30e           | opgave               |                | 47e              |                 |                      | 4e                 | 75e         | 6e             |  | 60e (UWR)         |
| 2019 |                 | opgave        | 58e                  |                | 94e              | opgave          |                      |                    |             | 65e            |  | 135e (UWR)        |
| 2020 | 42e             | 20e           | 24e                  |                |                  |                 | buit.tijd            |                    |             | 14e            |  | 80e (UWR)         |
| 2021 | 87e             | opgave        |                      |                |                  |                 |                      |                    |             |                |  | 105e (UWR)        |
| 2022 | 91e             | 14e           | 44e                  | 19e            | 27e              |                 |                      |                    |             |                |  | 136e (UWR)        |
| 2023 | 60e             | 49e           | 36e                  | 41e            |                  |                 | opgave               |                    |             |                |  | 274e (UWR)        |
| 2024 | 99e             | 69e           | opgave               | 50e            |                  |                 | opgave               |                    |             | 72e            |  |                   |
| 2025 | 108e            | 68e           | 76e                  | 71e            |                  |                 |                      |                    |             |                |  |                   |

## Ploegen
- 2010 –  Lampre-Farnese Vini (stagiair vanaf 1-8)
- 2011 –  Colnago-CSF Inox
- 2012 –  Colnago-CSF Inox
- 2013 –  Bardiani Valvole-CSF Inox
- 2014 –  Area Zero Pro Team
- 2015 –  Roth-Škoda (vanaf 1-3)
- 2016 –  Team Roth
- 2017 –  Wanty-Groupe Gobert
- 2018 –  Wanty-Groupe Gobert
- 2019 –  Wanty-Groupe Gobert
- 2020 –  Circus-Wanty-Gobert
- 2021 –  Intermarché-Wanty-Gobert Matériaux
- 2022 –  Intermarché-Wanty-Gobert Matériaux
- 2023 –  Bahrain Victorious
- 2024 –  Bahrain Victorious
- 2025 –  Bahrain Victorious

Balloni ·
Bernucci ·
Boets · 
Bole ·
Bono ·     
Cunego ·
Da Dalto · 
Furlan ·
Gavazzi ·
Grendene · 
Hondo ·
Kasjetsjkin ·
Loosli ·
Lorenzetto ·
Magazzini ·
Malori ·
Marzano ·
Mori ·
Petacchi ·
Pietropolli ·
Ponzi ·
Righi ·
Sapa ·
Simoni (tot 31/05) ·
Spezialetti ·
Špilak ·
Ulissi ·
Pasqualon (stagiair) ·
Rabottini (stagiair) ·
Rocchetti (stagiair)
Baillifard · Baldo · Belda · Brüngger · Bussard · Cecchin · D'Urbano · Gaday · Janorschke · Jaun · Kohler · Krizek · Marguet · Page · Pasche · Pasqualon · Pires · Stüssi · Thalmann · Toffali · Tomio · Vaccher · Zampilli · Zordan
Antonini · Backaert · Baugnies · Degand · Dehaes · Devriendt · Doubey · Kreder · Levarlet · Martin · McNally · Meurisse · Minnaard · Napolitano · Offredo · Pasqualon · Smith · Stenuit · Van Keirsbulck · Van Melsen · Vanspeybrouck · Veuchelen · Dhaene (stagiair) · Gibbons (stagiair) · de Laat (stagiair)
Antonini · Backaert · Baugnies · De Clercq · Degand · Devriendt · Doubey · Dupont · Eiking · Kreder · Martin · McNally · Meurisse · Minnaard · Offredo · Pasqualon · Smith · Vallée · Van Keirsbulck · Van Melsen · Vanspeybrouck
Bakelants · Bellicaud · De Gendt · De Plus · De Winter · Delacroix · Devriendt · Eiking · Evans · Hermans · Hirt · van der Hoorn · van Kessel · Koch · Kreder · Lammertink · Meintjes · Minali · Pasqualon · Petilli · Planckaert · B. van Poppel · D. van Poppel · Rota · Taaramäe · Van Melsen · Vanspeybrouck · Vliegen · Zimmermann · Girmay (stagiair) · Daemen (stagiair) · De Pooter (stagiair) · Jarnet (stagiair)
Bakelants · Bystrøm · Claeys · De Gendt · Delacroix · Devriendt · Girmay · Goossens · Hermans · Hirt · Huys · Johansen · Kristoff · Meintjes · Page · Pasqualon · Peák · Petilli · Petit · Planckaert ·  Pozzovivo(vanaf 14/2) · Rota · Taaramäe · Thijssen · van der Hoorn · van Kessel · Van Melsen · van Poppel · Vliegen · Zimmermann · De Pooter (stagiair) · Mihkels (stagiair)
Arashiro · Arndt · Bauhaus · Bilbao · Buitrago · Buratti (vanaf 12/4) · Caruso · Govekar · Gradek · Haig · Haussler (tot 7/4) · Kepplinger · Landa · Maciejuk · Madan · Mäder (overleden 16/7) · Miholjević · Milan· Mohorič · Pasqualon · Pernsteiner · Poels · Price-Pejtersen · Rajović · Scott · Sütterlin · Tiberi (vanaf 1/6) · Tu · Wright · Zambanini
Arashiro · Arndt · Bauhaus · Bilbao · Bruttomesso · Buitrago · Buratti · Caruso · Govekar · Gradek · Haig · Kepplinger · Madan · Miholjević · Mohorič · Pasqualon · Pickering · Poels · Price-Pejtersen · Rajović · Scott · Stannard (vanaf 19/8) · Sütterlin · Tiberi · Træen · Tu · Wiśniowski (vanaf 1/3) · Wright · Zambanini · Skerl (stagiair) · van der Meulen (stagiair) · Van Mechelen (stagiair)
Arndt · Bauhaus · Bilbao · Bruttomesso · Buitrago · Buratti · Caruso · Ermakov · Eržen · Eulálio · Govekar · Gradek · Haig · Kepplinger · Martinez · Miholjević · Mohorič · Paasschens · Pasqualon · Pickering · Skerl · Stannard · Stockwell · Tiberi · Træen · Tu · van der Meulen · Van Mechelen · Wright · Zambanini